# Congrès de Marseille (2023)
Pour les articles homonymes, voir Congrès de Marseille.
 (janvier 2023).
Le congrès de Marseille est le 80e congrès ordinaire du Parti socialiste, réuni au Centre des congrès du Palais du Pharo à Marseille du 27 au 29 janvier 2023.
À l'élection du Premier secrétaire, le très faible écart de voix entre le sortant Olivier Faure et le maire de Rouen critique de la NUPES Nicolas Mayer-Rossignol provoque une crise au sein du parti, qui est résolue par un accord entre les deux hommes.

## Modalités
Conformément aux statuts du Parti socialiste, un congrès doit avoir lieu dans les six mois suivant une élection présidentielle. Le retard de la tenue de ce congrès est dû aux redoutables dissensions internes encore exacerbées par la défection de figures politiques importantes et le cuisant recul des voix obtenues lors de l'élection présidentielle de 2022.

## Contexte
Le congrès de Marseille fait suite à l'élection présidentielle de 2022, où le Parti socialiste subit une défaite historique : sa candidate Anne Hidalgo, maire de Paris, réalise le plus faible score de toute son histoire avec 1,74 % des suffrages, arrivant en 10e position sur les 12 candidats présents.
En vue des élections législatives de 2022, le Parti Socialiste (PS) engage des pourparlers avec la France insoumise (LFI) pour établir un accord avec les autres partis de gauche, dont le Parti communiste français et Europe Écologie Les Verts. Après plusieurs jours de négociations, un accord est finalement trouvé le 4 mai puis validé par le conseil national du PS deux jours plus tard. Un candidat de gauche unique est ainsi présent dans chaque circonscription avec une répartition basée sur les derniers résultats électoraux de chaque parti, avec une priorité donnée aux députés sortants. Le PS obtient 70 circonscriptions et en remporte une trentaine, lui permettant de sauver son groupe parlementaire.
Des tensions apparaissent néanmoins rapidement dès l'engagement des discussions avec le parti de Jean-Luc Mélenchon : de nombreux cadres historiques, les « éléphants », sont farouchement hostiles à toute alliance avec LFI, notamment Anne Hidalgo, Stéphane Le Foll et Carole Delga. Certains annoncent, à la suite de l’approbation de l'accord, leur départ du parti comme l'ancien premier ministre Bernard Cazeneuve.
Malgré le succès relatif de la Nouvelle Union populaire écologique et sociale (NUPES) aux législatives, Olivier Faure est fortement contesté en interne, certains élus souhaitant une sortie immédiate de la NUPES, y voyant une soumission à Jean-Luc Mélenchon, tandis que d'autres sont plus mesurés. Le secrétaire sortant, qui joue son élection à un troisième mandat, veut lui poursuivre l'union de la gauche.
Le 6 janvier 2023, le PS confirme que le corps électoral est d'environ 41 000 votants, soit quasiment le double que lors du précédent congrès de Villeurbanne.
Trois motions sont alors en lice, représentant chacune l'une des trois tendances du Parti socialiste vis à vis de la NUPES : favorable, réservée et hostile. De nombreux observateurs affirment que le résultat du congrès déterminera l'avenir de l'union de la gauche,.

## Organisation du congrès

### Lieu de réunion
Le lieu de réunion choisi est le Centre des congrès du Palais du Pharo à Marseille, principale ville française du littoral méditerranéen de Provence (Sud-Est de la France), chef-lieu du département des Bouches-du-Rhône et préfecture de la région Provence-Alpes-Côte d'Azur. C'est la première fois depuis 1937 et le 34e congrès national de la SFIO que les Socialistes organisent leur congrès dans cette ville.

### Calendrier du congrès
- 8 novembre 2022 : Conseil national de dépôt des contributions générales ;
- 26 novembre 2022 : Conseil national de synthèse - Dépôt des textes d’orientation ;
- 12 janvier 2023 : Vote sur les textes d’orientation ;
- du 13 au 15 janvier 2023 : Congrès fédéraux ;
- 19 janvier 2023 : Vote sur la Première ou le Premier secrétaire ;
- du 27 au 29 janvier 2023 : 80e congrès du Parti socialiste à Marseille ;
- du 2 au 23 février 2023 : Vote des Premiers secrétaires fédéraux et des secrétaires de sections.

Un débat télévisé est organisé le 6 janvier 2023 sur France Info entre les trois candidats au poste de Premier secrétaire.

## Contributions

### Contributions générales
Plusieurs contributions générales, ayant pour but de présenter et faire s'exprimer les différents courants du Parti, sont déposées :
- Refondations ! déposée par des proches d'Anne Hidalgo et de Carole Delga comme Nicolas Mayer-Rossignol, Lamia El Aaraje, Claire Fita ou Patrick Kanner.
- Gagner ! Pour les socialistes, pour la gauche, pour les français déposée par Olivier Faure et les partisans de la NUPES.
- Osons ! déposée par Johanna Rolland, maire de Nantes et plusieurs élus locaux.
- Refonder, rassembler, gouverner déposée par le courant Debout les socialistes ! mené par Hélène Geoffroy, Marie-Arlette Carlotti, Patrick Mennucci, François Kalfon ou encore Jean-Christophe Cambadélis.
- Pour Christine et toutes les autres déposée par Fatima Yadani, Marie Le Vern et Cécillia Gondard, elle est la première contribution féministe de l'histoire du Parti socialiste.
- Le sens du combat déposée conjointement par des militants socialistes pro-Faure et issus du Mouvement des Jeunes Socialistes.
- Ancré à gauche et unitaire déposée par Laurent Baumel et Nora Mebarek.

### Contributions thématiques
Un grand nombre de contributions thématiques a été déposé sur l'art, l'Union européenne, la démocratie interne du Parti...

## Textes d'orientation

### Textes d'orientation déposés
- Texte d'orientation 1 « Refonder, Rassembler, Gouverner » avec comme premier signataire Hélène Geoffroy. Il est soutenu entre autres par Jean-Christophe Cambadélis, Stéphane Le Foll et Rachid Temal et 1 200 signataires.
- Texte d'orientation 2 « Pour Gagner » avec comme premier signataire Olivier Faure. Il réunit les contributions Osons, Pour Christine, Combats socialistes et Ancré à gauche et unitaire. Il est soutenu entre autres par Boris Vallaud, président du groupe socialiste à l'Assemblée nationale, Laurent Baumel, Johanna Rolland, Pierre Jouvet et 60 premiers secrétaires fédéraux et plus de 4 500 signataires[15].
- Texte d'orientation 3 « Refondations ! » avec comme premier signataire le maire de Rouen Nicolas Mayer-Rossignol. Il est soutenu entre autres par Michaël Delafosse, maire de Montpellier, Anne Hidalgo, maire de Paris et plus de 2 000 signataires[16].

### Vote sur les textes d'orientations

#### Conditions de vote et corps électoral
Le Parti socialiste est parmi les derniers partis politiques français à proposer un vote uniquement physique, à l'exception des socialistes de l'étranger, qui votent sur une plateforme internet dédiée. Les adhérents à jour de cotisation doivent se déplacer dans leur section ou leur fédération départementale pour voter, à bulletin secret, de 17h à 22h. Il a été décidé de rendre possible le fait de se mettre à jour de cotisation le jour du vote et ainsi permettre aux adhérents ou ex-adhérents ayant cotisé en 2019 pour la dernière fois de voter au congrès (en rattrapant donc leurs cotisations de 2020, 2021 et 2022).
| Résultats            | Résultats            | Résultats                         | Résultats               | Résultats | Résultats |
| Textes d'orientation | Textes d'orientation | Titre                             | Premier signataire      | Résultat  | Résultat  |
| Textes d'orientation | Textes d'orientation | Titre                             | Premier signataire      | Voix      | %         |
| -------------------- | -------------------- | --------------------------------- | ----------------------- | --------- | --------- |
|                      | 2                    | Pour Gagner !                     | Olivier Faure           | 11 277    | 49,15 %   |
|                      | 3                    | Refondations                      | Nicolas Mayer-Rossignol | 7 001     | 30,51 %   |
|                      | 1                    | Refonder - Rassembler - Gouverner | Hélène Geoffroy         | 4 666     | 20,34 %   |
|                      |                      |                                   |                         |           |           |
| Inscrits             | Inscrits             | Inscrits                          | Inscrits                | 42 365    | 100,00    |
| Votants              | Votants              | Votants                           | Votants                 | 23 185    | 54,76     |
| Abstentions          | Abstentions          | Abstentions                       | Abstentions             | 19 180    | 45,24     |
| Suffrages exprimés   | Suffrages exprimés   | Suffrages exprimés                | Suffrages exprimés      | 22 944    | 99,41     |
| Blancs ou nuls       | Blancs ou nuls       | Blancs ou nuls                    | Blancs ou nuls          | 241       | 0,59      |

## Élection du premier secrétaire

### Candidats
| Nom et âge              | Nom et âge                       | Fonctions et notes |
| ----------------------- | -------------------------------- | --- |
| Olivier Faure           | Olivier Faure (54 ans)           | - Premier secrétaire sortant depuis 2018 - Député de Seine-et-Marne depuis 2012 - Président du groupe socialiste à l'Assemblée nationale de 2016 à 2018 - Porte-parole du Parti socialiste de 2014 à 2016 |
| Nicolas Mayer-Rossignol | Nicolas Mayer-Rossignol (45 ans) | - Maire de Rouen depuis 2020 - Président de la Métropole Rouen Normandie depuis 2020 - Président du conseil régional de Haute-Normandie de 2013 à 2015                                                    |

### Vote
Les premiers signataires des deux motions ayant récolté le plus de voix peuvent se présenter à l'élection du Premier secrétaire du Parti socialiste. Olivier Faure et Nicolas Mayer-Rossignol s'affrontent ainsi le 19 janvier. Le vote se déroule selon les mêmes dispositions que pour le vote sur les motions, en présentiel, à bulletin secret, dans les sections ou les fédérations départementales de 17h à 22h.

### Résultats et contestations
Durant le dépouillement la nuit qui suit le vote, les deux candidats revendiquent la victoire, une situation qui n'est pas sans rappeler le congrès de Reims de 2008 qui avait vu la victoire de justesse de Martine Aubry sur Ségolène Royal sur fond d'accusations d'irrégularités. Au matin du 20 janvier, le Parti socialiste proclame la victoire d'Olivier Faure et son élection à un troisième mandat avec 50,83 % des voix. Le maire de Rouen et ses soutiens contestent néanmoins les résultats.
Une commission de récolement, chargée de recompter les voix, se réunit finalement le 21 janvier et confirme après vérification des irrégularités la victoire de Olivier Faure avec cette fois 51,09 % des suffrages. Le scrutin est également validé par un huissier.
Nicolas Mayer-Rossignol poursuit néanmoins sa contestation des résultats du scrutin, dénonçant un « passage en force », et les fraudes « ayant lieu depuis trop longtemps » au sein du parti et demande la création d'une direction collégiale. Son adversaire affirme de son côté n'avoir « aucun doute » et que le résultat est « incontestable ».
Le déroulement du vote laisse alors craindre un affrontement fratricide lors du congrès,.

### Synthèse
La crise se résout le 28 janvier avec la confirmation de la réélection de Faure au poste de Premier secrétaire à la quasi-unanimité des délégués au Congrès. Après de longues négociations entre les trois premiers signataires des trois motions, un pacte de gouvernance est annoncé le même jour, avec Faure en tant que Premier secrétaire, et Mayer-Rossignol et Johanna Rolland en tant que Premiers secrétaires délégués, alors qu'Hélène Geoffroy qui ne souhaite pas intégrer le secrétariat national devient présidente du Conseil national.
Après le vote des Premiers secrétaires fédéraux et des secrétaires de sections en février, la motion 2, menée par Faure, acquiert la majorité absolue au conseil national du parti.

## Composition de la nouvelle direction

### Conseil national
Le conseil national exécute et fait exécuter la motion d'orientation majoritairement adoptée par le congrès. Il constitue en quelque sorte le parlement interne du parti, car il est le reflet direct de la réalité des sensibilités et des courants du PS.
Il est composé de 204 membres élus lors du congrès et des 102 premiers secrétaires fédéraux :
- 162 représentants de la motion 2 (Faure), dont 61 fédérations
- 86 représentants de la motion 3 (Mayer-Rossignol), dont 24 fédérations
- 53 représentants de la motion 1 (Geoffroy), dont 12 fédérations

Le nouveau conseil national, présidé par Hélène Geoffroy, désigne les membres du Bureau national et du Secrétariat national.

### Bureau national
Le bureau national assure l'administration et la direction du parti dans le cadre des attributions que lui délègue le comité directeur. Ses membres sont désignés selon les mêmes procédures que les membres du comité directeur.

### Secrétariat national
- Premier secrétaire : Olivier Faure
- Premiers secrétaires délégués : Nicolas Mayer-Rossignol et Johanna Rolland
- Secrétaire nationale chargée de la coordination et des moyens du parti : Corinne Narassiguin
  - Secrétaire national adjoint chargé de la coordination : Christophe Clergeau
- Secrétaire général : Pierre Jouvet
- Trésorière : Fatima Yadani
- Porte-paroles du Parti socialiste : Rémi Cardon, Luc Carvounas, Dieynaba Diop, Lounes Djroud, Jérôme Guedj, Céline Hervieu, Fatiha Keloua Hachi, Anna Pic, Chloé Ridel et Stéphane Troussel
- Présidente du Conseil national : Hélène Geoffroy